# Gérson Sodré
Gérson José Sodré, mais conhecido como Gérson Sodré (Itabuna, 14 de Julho de 1957), é um treinador e ex-futebolista brasileiro que atuava como meia. Atualmente, é assistente técnico da Portuguesa.
Ex- Meia-atacante do América do Rio, da Portuguesa, do Guarani e do Ceará nos anos 70, 80 e 90, hoje é treinador de futebol. Chegou a dirigir o time juniores do Atlético Sorocaba e assumiu o CRB em novembro de 2006. Casado, pai de dois filhos, Gérson Sodré tem residência fixa no bairro do Tatuapé, zona leste de São Paulo.

## Carreira

### Como jogador
Considerado um andarilho do futebol, sua carreira de jogador começou na Bahia. Foi eleito o jogador revelação do ano de 1976. Ganhou, na época, o troféu Berimbau de Prata. Ele defendia o Itabuna Esporte Clube.
Em 1977, ele se transferiu para o América do Rio, clube que defendeu até 1978. Voltou para o Itabuna, ficando lá até 1980. Foi contratado pela Portuguesa de Desportos. Defendeu a Lusa até 1984.
Em 1985, o Guarani acertou sua contração. Gérson Sodré defendeu o time bugrino terceiro colocado do Campeonato Paulista e quinto lugar no Campeonato Brasileiro.
Depois, ele defendeu o Ceará (campeão cearense de 1986), a Ferroviária de Araraquara (Paulistão de 1987), mais uma vez o Ceará (tricampeão cearense), o América de Rio Preto (Paulistão de 1991), o Bandeirante de Biriguí (Campeonato Paulista da Divisão Intermediária de 1991), o CRB (campeonato alagoano de 1992), o Grêmio Maringá (campeonatos paranaenses de 1992 e 1993), Taubaté (1994), Atlético Sorocaba (Paulista da Segunda Divisão) e encerando a carreira no Uberlândia (Mineiro de 1994).

### Como treinador
A primeira experiência de Gérson Sodré como treinador aconteceu em 1994, quando ainda era jogador do Uberlândia. Mais tarde, após sua retirada dos gramados atuou como treinador do Alecrim, em 1999 e CRB, no ano de 2006.
Atuou como treinador interino do Barueri da cidade de Barueri em 2009 e foi auxiliar técnico de Estevam Soares do Ceará e Oeste de Itápolis (SP) até o início de 2012. atualmente é auxiliar técnico e treinador interino da Portuguesa.

## Títulos
Ceará
- Campeonato Cearense: 1986 e 1989

CRB
- Campeonato Alagoano: 1992

Atlético Sorocaba
- Campeonato Paulista Série Extra: 1993